# XQuartz

XQuartz ist ein Display-Server für X11. Ein Fenstermanager wird zusätzlich benötigt.

XQuartz, vormals X11 (auch X11.app), ist die unabhängige Weiterentwicklung von Apples Umsetzung des X Window System (X11) für macOS (bis 2016 „OS X,“ davor bis 2012 „Mac OS X“). XQuartz basiert auf dem X.Org-Server und erweitert diesen unter anderem um die hardwarebeschleunigte 2D-Darstellung Quartz, hardwarebeschleunigtes OpenGL und integriert ihn besser in Aqua, die grafische Benutzeroberfläche von macOS. XQuartz erlaubt es plattformübergreifenden Anwendungen, welche X11 für die Darstellung der grafischen Benutzeroberfläche verwenden, unter macOS ausgeführt zu werden. Dies ist insbesondere bei einigen wissenschaftlichen und akademischen Anwendung der Fall.

## Versionsgeschichte
X11 war für Mac OS X 10.2 („Jaguar,“ 2002) in einer Beta-Version erhältlich und wurde später zu einem Standardpaket für Mac OS X Panther (10.3, 2003). Es kann bei der Installation als optionales Paket gewählt, nachträglich von den Installationsmedien installiert oder von Apples Homepage heruntergeladen werden.
Beim optionalen Installationspaket von Mac OS X Tiger (10.4, 2005) wurde X11 Version 6.6, „X11R6.6“, als Basis verwendet. Diese Implementation beinhaltete einen auf XFree86 4.4 basierenden X‑Server, einen Fenstermanager, der „rootless“ war, und grundlegende Hilfsprogramme wie beispielsweise xterm. „Rootless“ bedeutete, dass die X‑Anwendungen auf dem Quartz-Desktop erschienen, wobei sie wie jede andere Anwendung in einem ganz normalen Fenster liefen und nicht in einer eigenen Umgebung wie zum Beispiel bei Virtual PC.
In Mac OS X Leopard (10.5, 2007) bis Mac OS X Lion (10.7, 2011) wurde X11 standardmäßig mitinstalliert. Es wurde umgeschrieben und basierte nun auf dem populäreren X.Org-Server „X11R7.2“ statt auf XFree86.
Seit OS X Mountain Lion (10.8, 2012) ist X11 kein Bestandteil des Betriebssystems mehr. Apple unterstützt stattdessen die quelloffene Weiterentwicklung von XQuartz und verweist auf dieses externe Open-Source-Projekt.